# Aaron Rowand
Aaron Ryan Rowand (Portland, Oregón, 29 de agosto de 1977), más conocido como Aaron Rowand, es un exjugador profesional estadounidense de béisbol que se desempeñó en la posición de jardinero central en las Grandes Ligas de Béisbol (MLB). Logró obtener un Guante de Oro.

## Carrera
Rowand jugó como profesional cinco temporadas en Chicago White Sox (2001-2005), después pasó a Philadelphia Phillies (2006-2007), luego a San Francisco Giants, donde jugó cuatro temporadas (2008-2011), y fue el equipo en el que se retiró.

## Premios
Fue galardonado con el Guante de Oro en una oportunidad (2007).